# Marcus Stephen
Pour les articles homonymes, voir Stephen.
Marcus A. Stephen, né le 1er octobre 1969 dans le district d'Anetan à Nauru, est un homme d'État nauruan. Il fut président de la République de Nauru du 19 décembre 2007 au 10 novembre 2011. Il exerça en parallèle les fonctions de ministre de l'Intérieur, de ministre du Nauru Phosphate Royalties Trust, de ministre de la Police, des Prisons et des Services d'urgence, et de ministre du Service public. Il est également président de la Fédération océanienne d'haltérophilie après avoir été nommé à ce poste fin mars 2008, et président du Comité national olympique nauruan depuis janvier 2009. Il a été un haltérophile professionnel, ayant obtenu sept médailles d'or pour son pays aux Jeux du Commonwealth et ayant participé aux Jeux olympiques d'été de 1992, de 1996 et de 2000.

## Biographie

### Naissance et origine
Son père, Lawrence Stephen (né le 6 juin 1939 et mort en 2006), a été député au Parlement de Nauru de 1971 à 1977 et de 1980 à 1986. Il était également impliqué dans le comité olympique de Nauru où il a notamment occupé le poste de secrétaire général.
Marcus Ajemada Stephen nait le 1er octobre 1969 dans le district d'Anetan, au nord de l'île de Nauru.

### Éducation
Marcus Stephen fait son lycée dans l'École St-Bede à Melbourne en Australie. Il est diplômé en comptabilité à l'Institut royal de technologie de Melbourne.

### Carrière sportive

#### Compétitions
Marcus Stephen commence sa carrière sportive en jouant aux football australien pour l'équipe locale des Aces mais il se tourne très vite vers l'haltérophilie. Alors seul haltérophile de son pays, la Fédération nauruane d'haltérophilie, en anglais Nauru Weightlifting Federation, est fondée en 1989 afin de lui permettre de participer aux compétitions internationales.
Ainsi, en 1992, il est sélectionné pour participer aux Jeux olympiques d'été qui se tiennent à Barcelone en Espagne, devenant ainsi le premier athlète olympique de Nauru. Mais à cette date, le Comité national olympique nauruan fondé un an plus tôt n'est pas encore reconnu par le Comité international olympique ce qui l'empêche de participer à tout Jeux olympiques. La nationalité samoane lui est alors accordée ce qui lui permet de concourir sous les couleurs de cette autre nation océanienne,.
Le Comité national olympique nauruan devient membre du Comité international olympique en 1994 ce qui permet à Stephen de participer aux Jeux olympiques d'été de 1996 à Atlanta aux États-Unis et à ceux de 2000 à Sydney en Australie cette fois en représentant Nauru. Au cours de ces jeux de 2000, la flamme olympique fait un passage à Nauru et Stephen est choisi pour la porter sur l'île. Au cours de ses trois participations à des Jeux olympiques d'été, Stephen ne remportera aucune médaille mais deviendra une célébrité dans son pays.
C'est dans le cadre des Jeux du Commonwealth qu'il obtient ses meilleurs résultats. À la surprise générale, il obtient une médaille d'or et deux médailles d'argent dans la catégorie des 60 kg à l'édition de 1990 à Auckland en Nouvelle-Zélande ainsi que trois médailles d'or dans la catégorie des 59 kg à celle de 1994 à Victoria au Canada. En 1998 à Kuala Lumpur en Malaisie, il obtient à nouveau trois médailles d'or dans la catégorie des 62 kg et c'est dans cette même catégorie qu'il obtint trois médailles d'argent lors de ses derniers jeux en 2002 à Manchester au Royaume-Uni[réf. nécessaire].
Sa meilleure performance restera une médaille d'argent obtenue aux championnats du monde d'haltérophilie en 1999 à Athènes en Grèce à l'épaulé-jeté dans la catégorie des moins de 62 kg. Il a également participé aux Jeux du Pacifique Sud.
Marcus Stephen est trésorier du Comité national olympique nauruan depuis 1997, est élu membre du Hall of Fame de la Fédération internationale d'haltérophilie en 2005 et est nommé à la tête de la Fédération océanienne d'haltérophilie en mars 2008 où il remplace le Samoan Seuli Paul Walwork.

#### Résultats
| Compétition                                   | Catégorie | Arrachée | Arrachée | Arrachée          | Épaulé-jeté | Épaulé-jeté | Épaulé-jeté       | Total    | Rang | Médaille          |
| Compétition                                   | Catégorie | Résultat | Rang     | Médaille          | Résultat    | Rang        | Médaille          | Total    | Rang | Médaille          |
| --------------------------------------------- | --------- | -------- | -------- | ----------------- | ----------- | ----------- | ----------------- | -------- | ---- | ----------------- |
| Jeux olympiques d'été de 1992                 |           |          |          | n/a               |             |             | n/a               |          | 9e   | ∅                 |
| Jeux olympiques d'été de 1996                 | -59 kg ♂  | 0 kg     | 19e      | n/a               | 0 kg        | 17e         | n/a               | 0 kg     | 17e  | ∅                 |
| Jeux olympiques d'été de 2000                 | -62 kg ♂  | 122,5 kg | 15e      | n/a               | 162,5 kg    | 7e          | n/a               | 285 kg   | 11e  | ∅                 |
| Championnats du monde d'haltérophilie de 1999 | -62 kg ♂  |          |          | ∅                 | 172,5 kg    | 2e          | Médaille d'argent |          |      | ∅                 |
| Jeux du Commonwealth de 1990                  | -60 kg ♂  | 112,5 kg | 1er      | Médaille d'or     | 142,5 kg    | 2e          | Médaille d'argent | 255 kg   | 2e   | Médaille d'argent |
| Jeux du Commonwealth de 1994                  | -59 kg ♂  | 115 kg   | 1er      | Médaille d'or     | 147,5 kg    | 1er         | Médaille d'or     | 262,5 kg | 1er  | Médaille d'or     |
| Jeux du Commonwealth de 1998                  | -62 kg ♂  | 125 kg   | 1er      | Médaille d'or     | 167,5 kg    | 1er         | Médaille d'or     | 292,5 kg | 1er  | Médaille d'or     |
| Jeux du Commonwealth de 2002                  | -62 kg ♂  | 117,5 kg | 2e       | Médaille d'argent | 147,5       | 2e          | Médaille d'argent | 265 kg   | 2e   | Médaille d'argent |
| Jeux du Pacifique Sud                         |           |          |          |                   |             |             |                   |          |      |                   |

### Carrière politique

#### Postes internationaux
Marcus Stephen est chargé de représenter son pays à la commission baleinière internationale après l'admission de Nauru le 15 juin 2005. En ce sens, il participe aux congrès annuels de l'organisation qui se tiennent à Ulsan en Corée du Sud du 20 au 24 juin 2005 et du 16 au 20 juin 2006 à Frigate Bay à Saint-Christophe-et-Niévès.

#### Entrée au Parlement et au gouvernement
Le 3 mai 2003, Marcus Stephen est élu député au Parlement de Nauru en remportant la circonscription électorale d'Anetan avec 215 points, devançant ainsi le second de 25 points. Ce poste lui permet de devenir ministre de l'Éducation et ministre des Finances durant la quatrième présidence de René Harris à partir du 8 août 2003. Mais il doit quitter le gouvernement le 22 juin 2004 lorsque Ludwig Scotty accède à la présidence. Le 22 octobre 2004, il est réélu député avec 226 points toujours dans la circonscription d'Anetan et soutient désormais le nouveau président.

#### Accession à la présidence de la République

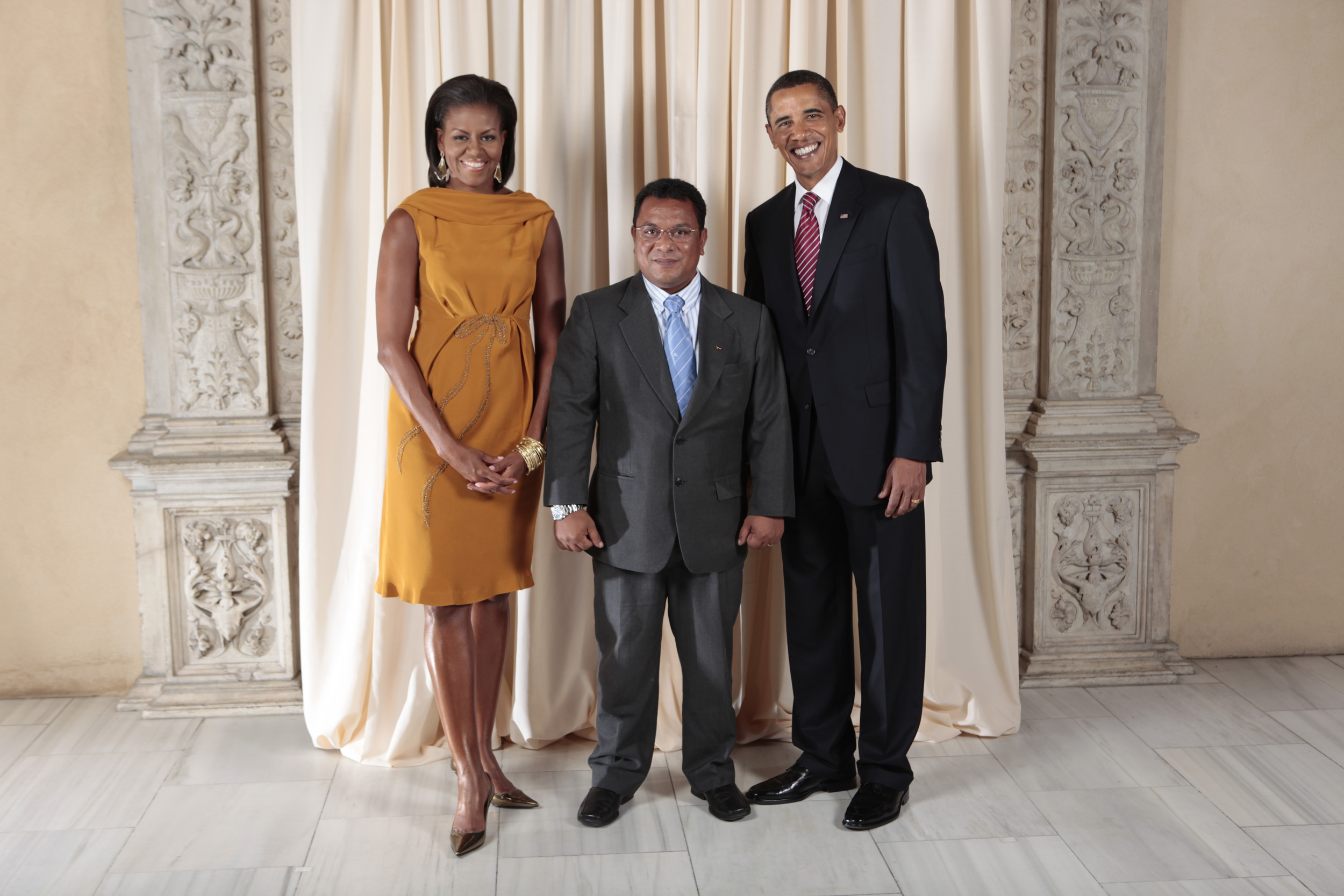
Marcus Stephen aux côtés de Michelle et Barack Obama.

Candidat malheureux à l'élection présidentielle d'août 2007, Marcus Stephen remporte néanmoins la présidence de la République le 19 décembre 2007 lorsque son prédécesseur Ludwig Scotty est écarté de cette fonction par une motion de censure parlementaire. Cette élection marque une rupture avec les présidents précédents puisqu'à 38 ans, Stephen est très jeune par rapport à certains de ses prédécesseurs comme Derog Gioura qui avait quarante ans de plus lors de son élection en 2003. Toutefois, Stephen n'est pas le président le plus jeune de la République puisque Bernard Dowiyogo avait trente ans lorsqu'il est devenu président de la République en 1976.
Stephen poursuit les actions entreprises par son prédécesseur puisqu'il délègue l'activité de ministre des Affaires étrangères, autrefois dévolue au président de la République, à son cousin Kieren Keke. Il nomme aussi Frederick Pitcher ministre des Finances qu'il charge de poursuivre la politique d'austérité économique instaurée par l'ancien président afin de sortir Nauru de la crise financière qu'elle connait depuis une dizaine d'années. Un autre grand chantier politique qu'il récupère est la réforme constitutionnelle voulue par Scotty afin d'apporter une meilleure stabilité politique à la République. Cette réforme consiste à faire élire le président de la République au suffrage universel direct et non indirect comme c'est le cas afin de limiter le recours aux votes de défiance par le Parlement.

#### Crise politique
2008
En mars 2008, Marcus Stephen échappe à une motion de censure voulue par l'ancien ministre des Affaires étrangères David Adeang et l'ancien président de la République René Harris grâce à la démission du Président du Parlement Riddell Akua. Mais Adeang reprend cette fonction le 20 mars, faisant craindre l'imminence d'une nouvelle motion de censure contre le président de la République. Selon Adeang et Harris, cette motion est motivée par le fait que Stephen est responsable de la « pollution et l'émission de poussière de phosphate » ainsi que de la diminution des exportations de phosphate, l'unique ressource du pays. Stephen rétorque que ses adversaires cherchent simplement à s'emparer du pouvoir.
Le 22 mars, Adeang convoque une session du Parlement apparemment sans prévenir les membres de la majorité qui ne sont donc pas présents. Les députés de l'opposition votent alors une loi qui interdit la double nationalité pour les députés. Si elle était appliquée, cette loi obligerait les ministres Kieren Keke et Frederick Pitcher à démissionner et permettrait à l'opposition d'avoir une majorité de sièges au Parlement. Le gouvernement réagit en niant la légitimité du vote et en affirmant que la loi est anticonstitutionnelle puisque le quorum n'a pas été respecté au Parlement. Stephen accuse Adeang et les autres députés de l'opposition d'avoir voté la loi « après le coucher du soleil, le samedi de Pâques », « à la lueur des bougies ».
Le 28 mars, Adeang ordonne à Kieren Keke et Frederick Pitcher de quitter le Parlement. Les deux ministres refusent d'obtempérer et Adeang suspend la session parlementaire. L'affaire est portée devant la Cour suprême et le 7 avril, le gouvernement affirme que la Cour a donné tort à Adeang en déclarant la loi sur la double nationalité des députés anticonstitutionnelle pour cause d'absence de quorum. La Cour suprême aurait également rejeté l'affirmation d'Adeang selon laquelle les tribunaux ne peuvent se prononcer sur les actions du Parlement ; la Cour suprême a le devoir de rappeler le Parlement à l'ordre lorsque le Parlement viole la Constitution. Adeang avait annoncé qu'il ne se considèrerait pas contraint juridiquement par le jugement de la Cour et qu'il le considèrerait comme « simplement une opinion ».
Le 9 avril, Adeang annonce qu'il a suspendu l'ensemble des neuf députés de la majorité présidentielle. Il affirme que ceux-ci ont agi de manière honteuse et qu'ils l'ont insulté pendant qu'il prononçait un discours en réponse au jugement de la Cour suprême. Le 18 avril, Stephen répond en décrétant l'état d'urgence, en dissolvant le Parlement et en annonçant des élections législatives anticipées,. Ces élections sont remportées le 26 avril par les partisans de Stephen qui est assuré d'une majorité parlementaire et Adeang est remplacé par Riddell Akua au poste de porte-parole du Parlement.
2010
Revendiquant à nouveau le soutien de neuf députés, l'opposition tente de destituer le Président Stephen au moyen de motions de confiance. Marcus Stephen y répond en dissolvant le Parlement, provoquant des élections législatives anticipées. Celles-ci se tiennent en avril, mais l'ensemble des députés sortants est réélu, prolongeant l'impasse. Stephen dissout alors à nouveau le Parlement en juin, provoquant de nouvelles élections. L'opposition perd un député, mais son remplaçant est un indépendant, et il demeure impossible à quiconque d'obtenir une majorité parlementaire - jusqu'à ce qu'un député de l'opposition, Rykers Solomon, ne rejoigne le camp présidentiel en juillet. En accord avec la Constitution, une élection présidentielle aurait alors dû se tenir au Parlement, mais le Président du Parlement, membre de l'opposition, empêcha sa tenue,. Marcus Stephen répondit à la crise en suspendant le Parlement et en décrétant un état d'exception. Officiellement, en raison de l'impasse au Parlement, le gouvernement Stephen « continue en qualité de gouvernement de transition, en attendant l’élection d’un nouveau Président ». Le 1er novembre 2010, Marcus Stephen est réélu président avec 11 voix contre 6 pour Milton Dube.

#### Référendum constitutionnel
Le gouvernement Stephen hérita de ses prédécesseurs un début de projet de réforme de la Constitution, visant notamment à assurer une plus grande stabilité politique, dans ce pays où les gouvernements sont fréquemment renversés par des motions de censure au gré de majorités législatives fluctuantes. Le gouvernement mène à terme le projet, et propose aux citoyens, par voix référendaire, un ensemble de trente-quatre amendements constitutionnels, renforçant les droits et les libertés, et instaurant l'élection du Président au suffrage universel direct plutôt que par les députés. La proposition est rejetée, par près de 67 % des votants. Exprimant la déception du gouvernement, le ministre de la justice Mathew Batsiua déclare :
« Si le référendum avait obtenu le soutien nécessaire, les droits et les libertés garantis aux Nauruans par la Constitution auraient pu constituer un exemple auquel toutes les nations du monde pourraient aspirer. Ca aurait été la première Constitution au monde à protéger les droits des personnes handicapées, et la seconde dans la région, après celle de Papouasie-Nouvelle-Guinée, à disposer pour la protection des droits environnementaux. Elle aurait prohibé la peine de mort, garanti les droits des enfants, reconnu le droit de recevoir l’éducation et la santé. Elle aurait inscrit le droit de recevoir un congé de maternité, et introduit un droit d’accès à l’information, entre autres choses. »

#### Démission, et suite de sa carrière politique
Stephen démissionne le 10 novembre 2011. Il avait été accusé par ses adversaires politiques d'avoir voulu toucher des pots-de-vin pour des contrats de vente de phosphate, principale exportation du pays, à des acheteurs thaïlandais. Il nia, mais démissionna afin d'éviter une motion de censure, affirmant que le gouvernement serait mieux à même de poursuivre son travail avec un nouveau dirigeant. Son ancienne majorité parlementaire choisit Frederick Pitcher, l'un de ses ministres, pour lui succéder,.
Déclarant qu'il ne croit pas les accusations contre Stephen, Pitcher le nomme ministre. (Il n'y a pas de précision quant aux ministères concernés.) Le gouvernement Pitcher, toutefois, ne dure que six jours avant d'être renversé par une motion de censure au Parlement, et Stephen se retrouve sur les bancs de l'Opposition.
Le 11 juin 2012, le président de la République, Sprent Dabwido, limoge son propre gouvernement et nomme un nouveau gouvernement composé de députés de l'Opposition. Stephen est nommé ministre du Commerce, de l'Industrie et de l'Environnement, ainsi que ministre chargé de la Nauru Phosphate Royalties Trust, et de la Pêche,.
Les élections législatives de juin 2013 le voient relégué sur les bancs de l'opposition parlementaire, face au gouvernement du président Baron Waqa. Il perd ensuite son siège de député lors des élections législatives de juillet 2016, mais le retrouve lors des élections d'août 2019. Le 27 août 2019, le parlement produit par ces élections se réunit pour la première fois et élit Marcus Stephen à sa présidence, par douze voix contre sept pour Shadlog Bernicke, ministre dans le gouvernement sortant.